# إل. دبليو. سومنر
إل. دبليو. سومنر هو فيلسوف كندي، ولد في 1941.